# آلبرینا سیلا
آلبرینا سیلا (انگلیسی: Alberina Syla؛ زادهٔ ۴ سپتامبر ۱۹۹۷) بازیکن فوتبال اهل کوزوو است.
وی همچنین در تیم ملی فوتبال Kosovo بازی کرده‌است.